# 朱表相
西河康懿王朱表相（1518年—1587年），明朝第四代西河王，西河恭定王朱奇溯嫡長子。母繼王妃楊氏。

## 生平
朱表相與其父朱奇溯一樣，以孝行著名。父母生病，朱表相衣不解帶侍奉雙親一個月。嘉靖三十二年（1553年），晉簡王朱新㙉為此向朝廷上奏，明世宗得知此事後，對朱表相大加褒獎。
嘉靖三十八年（1559年），世宗派遣武安伯鄭崑等為正使持節，翰林院修撰唐汝楫等為副使捧冊，封朱表相為西河王。
隆慶五年（1571年），明穆宗賜朱表相書樓名為「崇訓」。
萬曆四年（1576年），明神宗追贈其先配夫人王氏為西河王妃，進封繼夫人王氏為繼妃。
萬曆五年（1577年），神宗賜朱表相四書五經集註。
萬曆八年（1580年），朱表相上疏稱自己年老體弱，請神宗允許庶長子朱知燧代其管理府事。內閣幕僚認為朱表相才六十三歲，不算遲暮之年，只允許朱知燧代父掌行禮儀事務。神宗應允。
萬曆十五年（1587年）去世。

## 家庭

### 妻
- 王妃王氏[9]
- 繼妃王氏[9]

### 子孫
- 庶長子：鎮國將軍→西河長子→西河王朱知燧
- 第二子：鎮國將軍朱知餻，妻劉氏[9]
  - 第一子：輔國將軍→庶人朱新墵[9]，萬曆十一年（1583年）廢為庶人[10]
  - 第二子：輔國將軍朱新䤰[9]，萬曆十一年（1583年）革祿米三分之一[10]
  - 第三子：輔國將軍→庶人朱新坯[9]，萬曆十一年（1583年）廢為庶人[10]
  - 第四子：輔國將軍朱新塳[9]，萬曆十一年（1583年）革祿米三分之一[10]
- 第三子：鎮國將軍朱知𤍨，妻周氏[9]
  - 第一子：朱某[9]
  - 第二子：朱某[9]
- 第四子：鎮國將軍朱知烰，妻高氏[9]
- 第五子：鎮國將軍朱知[9]

- 第一女：隆化縣主，儀賓侯炳[9]
- 第二女：渠江縣主，儀賓李薰[9]
- 第三女：武陵縣主，儀賓師鯉[9]
- 孫女：亮寨縣君，儀賓張邦治[9]
- 孫女：碭山縣君[9]
- 孫女[9]

## 評價
温良好樂（康），柔克有光（懿）。